# Ioan Dicezare
Ioan Dicezare (Bucarest, Rumania, 12 de agosto de 1916 - ibídem, 10 de agosto de 2012) fue un combatiente de la aviación rumana durante la Segunda Guerra Mundial.
Participó en campañas militares en Stalingrado, Dnipropetrovsk y Kiev, donde combatió al lado de la fuerza aérea alemana contra la aviación militar soviética hasta el 23 de agosto de 1944, cuando participó en la defensa del área petrolera Ploiești contra los actos de los bombardeos estadounidenses y después del 23 de agosto de 1944 luchó contra Alemania antes de la guerra.
La familia de Dicezare es de origen italiano, su apellido originario es Di Cesare, pero siempre se escribía Dicezare.

## Carrera militar

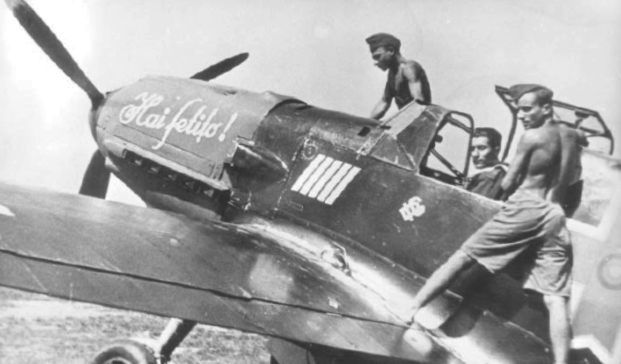
Ioan Dicezare en la cabina del Messerschmitt Bf 109E apodado "¡Vamos, chica!" (nombre de un caballo de carreras), 1942

Durante la Segunda Guerra Mundial, del 22 de junio de 1941 y hasta 1944 estuvo en los combates del Frente Oriental, en el Grupo 7 de caza, pilotando en un dispositivo Messerschmitt Bf 109E, con la inscripción "Hai fetițo!" (Vamos chica). Participó en la Batalla de Stalingrado. A finales de 1942 ya era un as de la aviación, con 5 victorias de aire activos.
Es conocido un suceso del 22 de abril de 1943 donde el teniente aviador Ioan Dicezare, en una pelea celebrada cerca del bombardero Izium, derribó un avión de "Douglas Boston" y la tripulación, hecha prisionera, cuyos datos fueron proporcionados en los aeródromos de la zona.
El 30 de agosto de 1943 es condecorado con la Orden de Miguel el Valiente, clase III, ya que contaba con 14 victorias aéreas.
Después del 23 de agosto de 1944 cambio a un grupo de caza, que luchó contra Alemania antes de la guerra.
Dicezare tenía más de 500 misiones de combate y algunos famosos triunfos con 16 confirmadas y tres probables. Algunas fuentes afirman que ha tenido 40 victorias aéreas.
Fue ascendido al rango de teniente general (r) (en general 3 estrellas).